# Популяційні дослідження
Популяці́йні дослі́дження здійснюються як у польових умовах, так і в лабораторіях. У лабораторних дослідженнях експериментальним матеріалом слугують синантропні види (наприклад, кролі, миші, щурі), для яких легко створити в експерименті
умови, близькі до природних. Деколи використовують водні орґанізми, мохи, лишайники, мікроорґанізми.
У польових умовах досліджують передусім популяції важливих господарських видів: мисливських, шкідників полів і лісів. Метою цих
досліджень є пізнання закономірностей заселення середовища популяціями , вивчення структури популяцій, а також перебіг змін чисельності особин. Остання проблема належить до найважливіших.